# Файне місто Тернопіль
«Файне місто Тернопіль» — пісня рок-гурту «Брати Гадюкіни» з альбому «Було не любити» (1994). Після виходу альбому з цією піснею вживання словосполучення «Файне місто Тернопіль» щодо Тернополя стало поширене серед української молоді та любителів української рок-музики.
Приспів пісні:

| Come on, Вася, Старайся не трусити попіл. Добий, бродяга, п'ятку і поїдем В файне місто Тернопіль. |

## Переспіви
Серед відомих музикантів, що виконували композицію:
- Танок на Майдані Конґо[1]
- Русичі[2]